# Eucelatoria aurata
Eucelatoria aurata là một loài ruồi trong họ Tachinidae.